# Euophrys kittenbergeri
Euophrys kittenbergeri är en spindelart som beskrevs av Lodovico di Caporiacco 1947. Euophrys kittenbergeri ingår i släktet Euophrys och familjen hoppspindlar. Inga underarter finns listade i Catalogue of Life.